# Štitar
Štitar (cyr. Штитар) – wieś w Serbii, w okręgu maczwańskim, w mieście Šabac. W 2011 roku liczyła 2037 mieszkańców.